# Auf der Straße gilt unser Gesetz
Auf der Straße gilt unser Gesetz: Arabische Clans – Ein Insider erzählt seine Geschichte ist ein im September 2020 erschienenes Buch, das das Leben von Khalil O., einem in Berlin lebenden Mitglied eines arabischstämmigen Clans, nachzeichnet. Das Buch hat starke Züge eines autobiographischen Entwicklungsromans, der den Weg Khalil O.s vom Intensivtäter zum Sozialarbeiter beschreibt. Es wurde von der Journalistin Christine Kensche auf der Grundlage von Gesprächen mit Khalil O., die sich über zwei Jahre erstreckten, verfasst und erlangte aufgrund seines Realitätsbezugs und seiner soziologischen und politischen Relevanz im Kontext der Clan-Kriminalität Aufmerksamkeit.

## Inhalt

### Handlung
Khalil O.'s Familie entstammt einer arabischen Enklave in der Provinz Mardin in der Türkei, die Volksgruppe nennt sich selbst Mhallami. In den 1940er Jahren siedelten sie aufgrund der mit den Kurdenaufständen verbundenen Restriktionen in der Türkei nach Beirut in den Libanon über, wo sie nach 1970 in den dortigen Bürgerkrieg gerieten. 1978 kamen Khalil O.s Eltern mit Verwandten als Flüchtlinge über Ost-Berlin (damals DDR) und West-Berlin in die BRD. Khalil O. wurde in einem Dorf in Süddeutschland geboren. Dort begann er in Reaktion auf die patriarchalischen Strukturen seiner Familie und der misslingenden Integration in der Schule nach dem Leitmotiv zu leben, dass Recht immer der Stärkere habe. Nach der Scheidung seiner Eltern – ein in dieser Gemeinschaft zu dieser Zeit ungewöhnliches Ereignis – zog er mit seinem Vater und den Geschwistern nach Berlin, wo sich auch andere Mitglieder des Clans sammelten. Während sein Vater auf dem Bau arbeitete, geriet der Jugendliche schnell ins kriminelle Milieu („Das Erste, was mir in unserer neuen Nachbarschaft auffiel, war ein Typ mit fetter Goldkette, der so breit ging. Ich dachte nur: ‚Geil! Das will ich auch.‘“). Er beteiligte sich an Diebstählen und Raubüberfällen und begann erst im Kleinen und dann in immer größerem Stil mit Haschisch und Haze zu handeln. Dabei kam ihm die Ausweitung seines Verwandten- und Bekannten-Netzwerkes zugute, die aus seiner arrangierten Heirat mit einer aus Nordrhein-Westfalen stammenden jungen Frau seiner Volksgruppe resultierte. Er war damals 18 Jahre alt und hatte die Schule ohne Abschluss verlassen. Als er anfing, mit Kokain zu handeln, wurde er selbst schwer drogensüchtig und stürzte ab. Es gelang ihm aber, durch Selbstentzug der Sucht zu entkommen – da war er 23 Jahre alt. Mit der Unterstützung eines Freundes machte er auf einer Förderschule das Abitur nach. Ein Maschinenbaustudium brach er ab und wechselte zum Studium der Sozialarbeit. Während des Studiums und danach betreute er straffällige Berliner Jugendliche.
An die Darstellung des Werdegangs von Khalil O. schließt sich eine Beschreibung von dessen Erfahrungen als Sozialarbeiter und seine Meinung zum richtigen Umgang der öffentlichen Organe mit jungen Männern aus dem Clan-Milieu an. Er warnt vor einem inkonsequenten Verhalten aus falsch verstandener Toleranz.

### Personen
Khalil O. ist das Pseudonym des zum Zeitpunkt der Veröffentlichung 38-jährigen Protagonisten und Koautors des Werkes.

### Weltbild
Das Buch zeichnet ein deutliches und nicht verharmlosendes Bild der Kriminalität in den clanhaften arabischen Großfamilien, betont aber auch die Diversität in ihnen. Der Protagonist beschreibt die Grundstrukturen seiner eigenen Großfamilie wie folgt:
Ich bin und war nie ein Pate […] So eine Figur gibt es in meiner Familie nicht. Wir sind nicht die Mafia […] Es wird so getan, als ob es in jedem Clan eine klare Hierarchie gibt und jeder seine Aufgabe hat. Klar sind unsere Familien patriarchalisch und hierarchisch organisiert. Aber es ist nicht immer so, dass der Vater der Oberchef ist und alle klauen schickt. Mein Vater ist seit 40 Jahren in Deutschland und hat immer hart gearbeitet. Er hatte nicht ein Verfahren, nicht mal wegen Schwarzfahrens, nichts. […] Das Wort „Clan“ finde ich aber problematisch. Es klingt nach einer geschlossenen Front, wie eine Wikingerhorde. Eine Familie ist aber keine starre Einheit. Ich würde sagen, in 80 Prozent der arabischen Großfamilien gibt es Leute, die ihre Finger in irgend etwas drin haben, seien es Drogen, Einbrüche, Schutzgeld oder Prostitution. Auf 100 Leute kommen vielleicht zehn, die kriminell sind, und zehn, die im Gefängnis sitzen. Die restlichen 80 leben ganz normal und gehen arbeiten. 
Die Kriminalität, die im Buch beschrieben wird, ist (noch) nicht von der durchorganisierten, quasi-industriellen Art der Kriminalität der Mafia. Dies mag aber lediglich im geringen Alter der aus der jüngeren Migration entstandenen Kriminalität begründet sein; die Anlagen zur Reifung einer Regionen, Länder und Kontinente überspannenden Organisation sind in der Erzählung deutlich zu erkennen.
Ein wichtiger Aspekt des Romans ist der Spannungsbogen zwischen dem Eingebettetsein in die Großfamilie – mit ihren Sitten und Traditionen und der Ehre als mächtigem Ordnungsprinzip – und der Einsamkeit, die den Protagonisten umgibt, als sich die Zweifel regen. Im Kapitel „Gangster-Burnout“ wird diese Einsamkeit thematisiert:
Ich hätte mich gerne jemandem anvertraut, aber ich wusste nicht, wem. Marwa war zwar nicht blöd und hatte eh längst gecheckt, was ich so trieb, aber das offen anzusprechen ging einfach nicht. Vor meiner Frau versuchte ich wenigstens ein Minimum Anstand zu wahren […] Wer sonst? Mit meinem Vater konnte ich nicht reden. Meine Stiefmutter erzählte alles meinem Vater. Und meine Brüder hätten mich nur ausgelacht. Es galt Gebot Nummer zwei: Du darfst niemals Schwäche zeigen!
Ein anderes zentrales Motiv ist die Möglichkeit des Lebens in Rechtschaffenheit. Es wird von Beginn des Romans an durch den Vater personifiziert. Dieser ist einfacher Arbeiter und möchte mit den kriminellen Machenschaften seines Sohnes nichts zu tun haben. Vielmehr bestraft er ihn in seiner Jugendzeit, wenn er von neuen ungesetzlichen Handlungen erfährt. Auf den Vater scheint das Geld und der damit verbundene Status keinen Reiz auszuüben. Obwohl er dem Sohn ein moralisches Vorbild ist, bleibt es ihm andererseits verwehrt, auf seinen Sohn zuzugehen und ihm ein Gesprächspartner zu sein. Auch Khalil Frau Marwa steht für moralische Integrität, aber sie bleibt passiv, hält allerdings zu ihm, während sich der Wandel in seinem Leben vollzieht. Die Wende schafft er mit der Unterstützung durch Birol, einem jungen, integren Mann, der sich am Rande der Gang-Gesellschaft bewegt. Diesem kann sich Khalil O. öffnen und so die Sprachlosigkeit durchbrechen.
Eng mit einem Leben in Rechtschaffenheit verknüpft ist für Khalil O. das Abstreifen des Zwangs und der Last, ständig eine Rolle spielen zu müssen. Für die Erlangung von persönlicher Authentizität spielt die Erfahrung von Nahbarkeit, Engagement und Toleranz der Lehrer in der Schule, in der er das Abitur nachmacht, eine zentrale Rolle. Auf S. 221 heißt es über diese Zeit:
Rückblickend muss ich sagen, die Zeit auf dieser Schule war die beste meines Lebens. Ich kam in den Flow und wurde ruhiger und kontrollierter. Und das Geilste war: Ich musste keine Rolle mehr spielen. 
Diese Erfahrung versucht er als Sozialarbeiter seinen jugendlichen Klienten zu vermitteln. Auf. S 230 ist dies so formuliert:
Ich wollte mit kriminellen Jugendlichen arbeiten und ihnen zeigen, dass es eigentlich viel entspannter ist, ein normals Leben zu führen, weil du nicht ständig Angst haben musst. […] Legaler Reichtum schmeckt anders. Man geht auch anders damit um, es fühlt sich einfach besser an.
Er spricht auch die Frage an, wie viel Nähe ein Sozialarbeiter zulassen soll. Er selbst profitierte in hohem Maße von der Nahbarkeit seiner eigenen Lehrer. Deswegen und aufgrund seiner eigenen Erfahrungen als Sozialarbeiter positioniert er sich gegen eine distanzierte Professionalität. So liest man auf S. 237:
Ich mache wirklich viel für die Jugendlichen, was über meine Arbeit hinausgeht. Ich verschaffe ihnen Jobs, ich lade sie zum Essen ein, sie haben meine private Handynummer und können mich jederzeit anrufen, wenn sie ein Problem haben. Manchmal habe ich das Gefühl, ich bin wie ein Vater für sie. Oder wie Uschie [Anm.: seine frühere Lehrerin] damals für mich. Kollegen sagen zu mir: «Das ist unprofessionell, du ziehst keine Grenze zwischen dir und der Arbeit.» Gut, vielleicht bin ich tatsächlich wie Uschi, Stichwort Nähe-Distanz-Verhalten. Aber nur so erreiche ich die Jungen. 
Die letzten Kapitel des Buches befassen sich mit seiner Meinung, wie die öffentliche Hand mit gefährdeten jungen Männern aus dem Clan-Milieu umgehen sollte. So heißt es auf S. 235/236:
Es gibt nicht den Weg oder die Methode, wie man diese Jungen von der Straße kriegt und halbwechs umgängliche Mitbürger aus ihnen macht. Eine Sache ist aber klar: Kuschelpädagogik zieht da überhaupt nicht. «Demokratische Erziehung» kennen diese Jungen nicht, sie brauchen klare Ansagen. […] In den Schulen beobachte ich, dass Lehrer sich bei bestimmten Nachnamen nicht trauen, die Eltern zum Gespräch zu bestellen, oder Anzeige zu erstatten, wenn ein Schüler gewalttätig geworden ist […] (Ich) weiß, dass diese Lehrer keinen einfachen Job machen, aber sie müssen sich durchsetzen. 

Auf der juristischen und der politischen Ebene steht er für eine strenge Vorgehensweise. Im Kapitel „Harter Staat“ positioniert er sich so: 
Wenn der Staat Clan-Kriminalität wirksam bekämpfen will, muss er die Familien an ihrem empfindlichsten Punkt treffen, dem Status […]. Wenn du Geld hast, bist du wer, dann bekommst du Respekt und Anerkennung, dann hast du Macht. Wenn man den Clans das Geld wegnimmt, sind sie niemand mehr, und das tut richtig weh. […] Wir haben alle geguckt, als die Berliner Staatsanwaltschaft 77 Immobilien des Remmo-Clans beschlagnahmt hat. Die Remmos haben jetzt richtig Stress, und das ist das Thema in der Community. Alle warten darauf, wie es weitergeht […]. Die Staatsanwaltschaft muss jetzt liefern. Wenn sie das durchkriegen und die 77 Immobilien tatsächlich einziehen, wäre das ein deutliches Signal für die Clans.
Er kontrastiert diese konsequente Vorgehensweise mit den Gefahren durch widersprüchliches Verhalten seitens des Staates. So verweist er darauf, dass viele Clans, aber auch neu ankommende Flüchtlinge, aus Staaten stammen, in denen man den staatlichen Organen misstraue oder sie für schwach halte. Wenn sich dann beispielsweise Strafverfahren bei Vergehen in Deutschland lange hinzögen und oft nur mit Bewährungsstrafen endeten, so erscheine auch der deutsche Staat schwach und ausnutzbar. Beim Prinzip Fördern-und-Fordern dürfe das Fordern nicht zu kurz kommen. Sozialhilfe solle in bestimmten Fällen an eine Arbeitspflicht gebunden sein. Der Staat müsse aber auch die Möglichkeiten des Einzelnen zum Eigen-Engagement zulassen oder schaffen. Hierzu gehöre das Recht auf Arbeit. Dessen mögliche Einschränkung bei der Erteilung von Aufenthaltstiteln bei Flüchtlingen und Schutzbedürftigen könne zu seltsamen Widersprüchen führen, wie er im Kapitel „Machst du was, kriegst du was“ an einem Beispiel aus der Zeit der Flüchtlingskrise erläutert:
Die, die auf jeden Fall bleiben werden, sind die Palästinenser aus den Flüchtlingslagern in Syrien. Ausgerechnet die aber werden komplett anders empfangen als die Syrer aus Syrien. […] Die Syrer kriegen einen Aufenthaltstitel, mit dem sie arbeiten können, und wenn der Krieg vorbei ist, werden die, die nichts leisten, wieder abgeschoben. Die Palästinenser können nirgendwohin abgeschoben werden […]. Sie sind Staatenlose […]. Sie werden also bleiben, und das heißt, eigentlich könnte man mit diesen Leuten ganz neu anfangen. Doch sie kriegen keine Arbeitserlaubnis, aber Sozialhilfe. Warum? Die Palästinenser kommen aus dem System «Machst du was, kriegst du was. Machst du nix, kriegst du nix.» Hier werden sie regelrecht dazu erzogen, nichts zu machen oder nur kriminelle Geschäfte.
Für die Zukunft ist er mit Hinblick auf den Kampf gegen die Clan-Kriminalität nicht pessimistisch. Im Kapitel „Der Wandel kommt von innen“, heißt es:
Wir brauchen eine gute Mischung aus repressiven und präventiven Maßnahmen, um Clan-Kriminalität zu bekämpfen. Ich glaube allerdings nicht, dass die Clan-Strukturen von außen zerschlagen werden können. Der Auflösungsprozess hat bereits begonnen, und zwar von innen heraus. Er geht von den Frauen aus.
Das Buch endet mit einer Selbsteinschätzung von Khalil O. als Grenzgänger zwischen den Kulturen. Er betont, dass es um Integration gehe und nicht um Assimilation, man solle nicht die positiven Seiten der Familienstrukturen der Clans vergessen (S. 263f):
Alle reden abfällig über die Werte der Clans, dabei sind Werte ja erst einmal nichts Schlechtes. Unsere Kultur hat auch viele schöne Seiten: die Gastfreundschaft, die Küche, der Respekt vor dem Alter zum Beispiel. Loyalität und Verbindlichkeit. Wenn ich einen Wasserrohrbruch habe, ist es keine Frage, dass ich bei meiner Familie unterkommen und zwar mit Sack und Pack, da wird zusammengerückt.

## Form
Das Buch ist in der Form einer autobiografischen Erzählung geschrieben. In der Deutschen Nationalbibliothek ist es unter der Kategorie Erlebnisbericht rubriziert. Die Koautorin gibt im Vorwort des Buches an, auf der Basis von „Hunderten Stunden Gesprächen“ Khalil O.s „Erlebnisse, Gedanken und Gefühle […]. mit seinen eigenen Worten“ wiedergegeben zu haben. Dies erfolgte auf einen Artikel hin, den sie im Januar 2019 in der Welt am Sonntag über ihn veröffentlichte. Das Buch hat Elemente des Abenteuerromans und spielt mit dem skurrilen Humor des Schelmenromans. So wird eine Szene beschrieben, in der der Protagonist (damals 15 Jahre alt) in der U-Bahn von „Glatzen“ verprügelt wird. Er rächt sich so:
Die erste Jagd war eine spontane Idee. Momo, Ramy, ich und Ibo, ein Cousin von meinem Cousin Tarik, hingen auf der Straße rum und langweilten uns. „Was machen wir jetzt?“, fragte ich. „Nazis klatschen“, sagte Ramy einfach so aus der Luft. […] Wir fuhren Richtung Teltow. […] Auf einer Dorfstraße sahen wir vier von ihnen laufen. Glatzen, Bomberjacken, Spingerstiefel. Ramy riss das Lenkrad nach rechts, zog die Handbremse und schnitt ihnen den Weg ab. Wir sprangen aus dem Wagen. „Na, wen haben wir denn da? Ein paar Nazis!“, rief Ramy. Die Glatzen machten sich in die Stiefel. „Nein, nein, nein, wir sind keine Nazis!“, beteuerten sie. Wir brachen in Gelächter aus. Ramy war ein echter Dramatiker. Er befahl den Glatzen sich hinzuknien und die Hände hinter den Rücken zu falten, und dann hielt er eine Rede. Ihr feigen Nazis greift uns nur an, wenn wir alleine sind. Ihr seid hinterlistig, ihr kämpft nicht wie Männer! Ihr denkt, ihr könnt unsere Frauen schlagen, und greift unsere Mütter an, nur weil sie Kopftuch tragen. […] Meine Mutter hatte noch keiner angegriffen und seine wahrscheinlich auch nicht, aber man hatte so Geschichten gehört, von Tante X oder Cousine Y, der ein Deutscher im Fahrstuhl oder im Bus den Hidschab vom Kopf gerissen hatte. […] Ramy quatschte und quatschte, und die Glatzen zitterten. Nach einer Minute guckten die Jungs und ich uns an: Ey, wir wollten die doch nur schlagen, was macht Ramy da eigentlich? Ibo hielt es nicht mehr aus. Während Ramy weiter laberte, nahm er Schwung mit dem rechten Bein, drehte sich um die eigene Achse und trat einem Nazi von der Seite in die Fresse. Wumm, da waren es nur noch drei. Momo und ich holten nacheinander aus.
Ein anderes Beispiel für diese Art von Humor liefert eine Sequenz, bei der uns um das Anbauen von Cannabis geht. Khalil O. hat sich inzwischen als Zwischenhändler von Haschisch und Haze etabliert.
Später bauten wir auch mal eine Zeit lang selbst an, das war Momos Idee. Er und unser Cousin Tarik hatten irgendwelche Videos geguckt, die bis in kleinste Detail erklärten, wie man eine eigene Weed-Plantage anlegt. „Ey, das können wir auch“, erzählte Momo mir happy wie ein kleines Kind. „Wir brauchen nur ne Wohnung!“ – „Nur“, sagte ich. „HAHA“. Frau Kranich vom Sozialamt konnte ich schlecht anhauen, und um eine Wohnung auf dem freien Markt zu kriegen, musste man Arbeitspapiere und Lohnabrechnungen vorweisen – alles Sache, die keiner von uns hatte. Die Organisation blieb natürlich an mir hängen., ich war ja der Älteste und somit dr Chef unseres kleinen Familienunternehmens. Während Momo und Tarik durch Growshops und Baumärkte zogen […], ging ich in den Mediamarkt und holte mir ein Computerprogramm, mit dem Firmen ihre Buchhaltung machten. Mit dem Programm wollte ich uns Fake-Lohnabrechnungen ausstellen. [… ich] brauchte also eine echte Firma. Ich wählte ein Bauunternehmen und versuchte, so viel wie möglich dazu herauszufinden. Im Impressum der Homepage stand schon mal einiges, aber wenn ich bloß die Nummer der Sozialversicherungskasse für das Baugewerbe nicht eintrug, lief das Programm nicht mehr. Drei Wochen beschäftigte ich mich jeden Abend intensivst damit, so lange hatte ich noch nie an einem Tisch gesessen. Am Ende hatte ich das System infiltriert und eine täuschend echte Lohnabrechnung auf meinen Namen ausgestellt. Ich habe das dann auch noch für ein paar Bekannte und Verwandte gemacht, denn für Dealer war das ein gutes Modell zum Geldwaschen. […] Mit den Fake-Unterlagen mietete ich eine Wohnung in einem Hochhaus. […] Selbst Anbauen machte echt Spaß, war aber auch eine Scheißarbeit. […] Nach drei Monaten Arbeit hatten wir also knapp 50 000 Euro raus. Umwerfend war das nicht, zumal wir miese Produktionskosten hatten: Ich zahlte schon rund 100 Euro Strom jeden Monat, und nach dem ersten Jahr kam auch noch eine Nachzahlung von 1500 Euro dazu. Der hohe Stromverbrauch war extrem auffällig. Wir hatten Schiss, das uns jemand melden würde, also rief ich bei Vattenfall an und erzählte denen was vom Nikolaus. […] Ich habe keine Ahnung, ob die mir das ernsthaft abgenommen haben, aber uns hat in den knapp eineinhalb Jahren mit fünf Erntezyklen nie jemand gemeldet.
Aspekte wie Betrug und Veruntreuung unter Verwandten werden locker beschrieben, sie gehören zu dieser Art von Leben dazu. Selbst der Betrug durch den eigenen älteren Bruder wird lapidar erzählt: „Unter Brüdern durfte es so etwas nicht geben. Ich machte kurzen Prozess und schmiss Amir raus.“ Im letzten Drittel des Buches ändert sich der Ton. Zunächst schwindet die Leichtigkeit und Nachdenklichkeit setzt ein, als es um die Kokainabhängigkeit – auch seine eigene – geht. Im Kapitel „Gangster-Burnout“ liest sich das so:
Manchmal hatte ich das Gefühl, dass alles um mich herum Risse bekam. Ich sah nur noch kaputte Leute, selbst Freundschaften und Familien zerbrachen an dem Koks. […] In diesem Geschäft hattest du es mit richtig dreckigen Menschen zu tun. Fischauge, zum Beispiel, den nannten wir so, weil eins seiner Augen in eine andere Richtung guckte [,…] hatte drei Kinder und ein eklige Frau und war richtig fertig. […] „Komm, gib mir mal noch zwei Kapseln auf Kombi, ich geb dir die Kohle, wenn das Kindergeld kommt“ – so etwas sagte der echt. […] Fischauge war ein Junk, und das war ein Scheißgefühl. Du wusstest genau, er nahm das Geld von seinen Kindern, um dich zu bezahlen. Man redete sich das gut, von wegen „er ruft doch an, du zwingst ihn ja nicht“, aber im Endeffekt ließest du ihm ja keine andere Wahl. Er war süchtig, und du warst Tag und Nacht erreichbar für in, 24 Stunden, nonstop.
Seinen eigenen Zustand zu dieser Zeit beschreibt er in diesem Kapitel so:
Zu Hause schliefen Marwa und mein Sohn schon tief und fest. Nur ich lag knallwach und glotzte an die Decke. […] Ich war bei einem Verbrauch von drei bis vier Gramm pro Tag angekommen, pures Koks. […] Alles in mir raste, ich kam nicht mehr runter. In dieser Nacht schoss die Frage des türkischen Polizisten wieder in meinen Kopf: „Was bist du für ein Mann?“ Die Antwort kam mir, als Marwa krank wurde und ich auf Ahmad aufpassen musste. Ich packte den Kindersitz ins Koks-Taxi und schleppte ihn mit auf Liefertour. Eine der Ku'damm-Nutten konnte nicht bezahlen und fuchtelte an meiner Hose rum, mitten auf der Straße. Für einen Moment wurde ich schwach [,…] da fiel mir der Kleine auf dem Rücksitz wieder ein. Mann, ist das dreckig, dachte ich. Ich bin ein Hund geworden.
Die Darstellung ist literarisch ambitioniert, was auch am erzählerischen Talent des Protagonisten liegt. Ihrer Struktur nach nähert sich die Erzählung der literarischen Form der Tragödie an. Die wachsende Hybris des Protagonisten führt zu seiner persönlichen Katastrophe und zu seinem Fall. Allerdings endet das Buch nicht mit dessen Scheitern wie bei der klassischen Bühnen-Tragödie. Es kehrt vielmehr zum Leitmotiv des Entwicklungsromans mit Elementen des politisch-soziologischen Sachbuchs zurück.

## Rezeption
Die Rezensionen nach Erscheinen des Buches sind im Wesentlichen auf den Aspekt der Clan-Kriminalität ausgerichtet. Sonja Gillert schreibt in WELT Online, es handle sich um „eine Biografie, aus der man einige Lehren für die Bekämpfung von organisierter Kriminalität ziehen kann“. Der FOCUS vergleicht mehrere Bücher, die nahezu zeitgleich zum Thema Clankriminalität erschienen sind und stellt die Frage, welche Darstellung der Wahrheit nahe komme. Es wird auf die Aussage der Koautorin verwiesen, dass man die Aussagen dieses Buches bei Polizei und Staatsanwaltschaft für glaubwürdig erachte. Lediglich Yassin Musharbash geht in der ZEIT weiter und betont nicht nur, dass das Buch als eine der wenigen Insiderquellen über die Welt der Clans anzusehen sei, sondern auch die Mechanismen der Sozialisierung behandle und einen Einblick jenseits der Klischees gebe. Es zeige auf, dass man als Mitglied eines Clans nicht automatisch kriminell und Aussteigen aus der Kriminalität möglich sei.